# Inesistenza
L'inesistenza nell'ambito della scienza giuridica è l'impossibilità di qualificare un atto come giuridico, o per la mancanza o per la incompletezza di requisiti minimi tale che per l'ordinamento l'atto non viene a esistenza giuridica ed è dunque irrilevante.

## Definizione
La differenza fra nullità ed inesistenza recepisce una distinzione già presente nel diritto romano.
In che cosa consistano i requisiti minimi e indispensabili per l'esistenza dell'atto, non è però possibile stabilirlo sotto il profilo sostanziale, se non sulla base della comune esperienza; sul piano processuale, essa interseca la problematica della definibilità degli atti processuali abnormi, che, avendo molte volte «impegnato la Consulta nel risolvere la dibattuta questione, è tesa a fronteggiare circostanze d’impasse generate dalla scelta attuativa di provvedimenti che, in relazione alla propria struttura e alla funzione, si rivelavano lontani dall’ordinamento».
Occorre notare che - anche quando si parla di atto inesistente-  si intende non già qualcosa che non esiste, ma qualcosa, che pur esistendo materialmente, non ha efficacia giuridica.
Sotto tale profilo, la differenza tra un atto inesistente e un atto nullo è in termini di grado: l'inesistenza è determinata da un difetto così palese che ogni persona ragionevole debba escluderne l'esistenza giuridica. 

L'inesistenza è dovuta alla non-conformità di un atto ad una fonte del diritto superiore (o sovraordinata) nella relativa gerarchia. L'effetto dell'inesistenza può essere simile a quello della nullità (illegittimità): rispetto all'annullamento (inefficacia), infatti, è caratterizzato da una caratteristica più simile alla prima, che è retroattiva (le prestazioni effettuate devono essere restituite).
Spesso tale categoria, di origine dottrinaria, è stata usata anche dalla giurisprudenza per estendere i casi di invalidità grave oltre i casi previsti dalla legge. 

## Diritto costituzionale
Le moderne costituzioni democratiche prevedono un organo giurisdizionale garante della conformità degli atti normativi di Parlamento e Governo al dettato della Carta Fondamentale.

Può essere la stessa Corte Suprema, ovvero un organismo specifico per tale compito, il quale include anche la declaratoria dell'inesistenza di un atto normativo.
Nell'ordinamento giuridico italiano, la Corte costituzionale è l'organo che accerta l'antinomia di tali norme con la fonte primaria del diritto nazionale (concorrente a fonti sovranazionali come il diritto dell'Unione Europea), dichiarandone l'illegittimità e la conseguente censura, per cui cessano di essere valide ed applicabili.

## Diritto amministrativo
Tale categoria è presente negli stessi termini anche nell'ambito del diritto amministrativo. Si trova anche nel diritto privato e nel diritto canonico.
L'annullamento di un atto, ad esempio nel diritto amministrativo italiano, comporta la nullità di tutti gli atti ad esso successivi, sia in ordine di tempo, sia secondo quando disposto dalle leggi vigenti che richiedono l'atto (poi dichiarato nullo) come condizione necessaria e sufficiente per procedere agli atti seguenti. 

Restano invece validi, efficaci giuridicamente gli atti che precedono quello dichiarato nullo.

Diversamente, l'inesistenza di un singolo atto invalida l'intero procedimento, vale a dire che comporta la nullità di tutti gli atti ad essa seguenti ed anche i precedenti, essendo tutta la decisione frutto di un'apparenza del diritto.

## Diritto canonico
Su questa categoria giuridica si basa anche il diritto canonico della Chiesa Cattolica, per ottenere la dichiarazione di nullità di un matrimonio. Il tribunale ecclesiastico non ha alcun potere di annullare una grazia sacramentale divina, che è permanente, ma solo quello di accertare che fin dall'inizio questa grazia non è mai stata né donata né ricevuta, per impedimento e per una mancanza di forma al momento del consenso. 
Riguarda un atto sacramentale che non è stato conforme al superiore diritto divino e diritto naturale, riflesso nella disciplina del codice di diritto canonico. È quindi una inesistenza che propende più verso la dichiarazione di nullità, piuttosto che verso l'annullamento.

## Diritto civile
Nei rapporti fra soggetti privati, la nullità di un contratto in forma scritta vale a partire dal momento della sua firma e registrazione, perché esso deve sempre essere conforme alla legge, al diritto civile che è prevalente sulla volontà delle parti contraenti, ove questo non disponga espressamente "salvo diverso accordo fra le parti". 
Un caso particolare e importante è quello in cui l'atto dichiarato nullo è a sua volta un atto unilaterale di annullamento: dove una delle parti contraenti interrompe il rapporto contrattuale, atto comunque sia denominato (licenziamento, clausola risolutiva espressa, recesso, clausola di termination, ecc.).
L'accertamento della nullità di tale atto unilaterale, poiché non conforme alla legge o a quanto disposto nell'atto che si proponeva di annullare (una clausola contrattuale), da questo punto di vista dottrinale non si risolve (dovrebbe risolvere) in un mero indennizzo di tipo economico, ma nel ripristino formale e materiale -anche coattivo- del contratto preesistente all'atto unilaterale dichiarato nullo, poiché l'interruzione non è mai esistita in diritto (anche se di fatto è esistita): 
- fra persone fisiche: azione di reintegrazione, es. nel posto di lavoro dopo un licenziamento illegittimo,
- fra persone giuridiche: annullamento di un contratto di appalto/fornitura, pur valido in sé stesso, ma stipulato (da un soggetto privato, o da una pubblica amministrazione) con altri soggetti sostitutivi dopo una risoluzione illegittima.

La distinzione de iure/ de facto, tipica dei Paesi di common law, è radicalmente diversa dalla tradizione del diritto romano dei Paesi di civil law, dove il diritto è prevalente sui rapporti materiali di fatto. Nei Paesi di common law è anche per questo comune lasciare ad un contratto dettagliato l'intera disciplina del rapporto in tutte le sue possibili eccezioni, perché la violazione della legge vigente tipicamente si risolve in un indennizzo economico.
Nel diritto civile italiano (art. 1424 c.c.), dopo l'annullamento di un negozio segue che esso sia convertito dal giudice nel cosiddetto "contratto sottostante", senza la necessità di una nuova manifestazione di volontà delle parti. Il negozio non cessa di esplicare i suoi effetti, come se fosse nullo sin dall'inizio.
Ugualmente, nel diritto del lavoro, entro certi limiti, ad un contratto di assunzione individuale dichiarato non conforme alla legge segue di diritto non la risoluzione del contratto, ma la sua conversione in un contratto a tempo indeterminato. E nel diritto privato dove a un contratto di locazione mai firmato oppure non regolare per tipologia, importo, condizione segue la conversione del giudice in un contratto conforme alla legge.

## Diritto penale
In ordine alla possibilità delle sentenze penali inesistenti, è stata addotta come riprova «sotto il profilo storico, l'ipotesi a suo tempo configurata nel decreto l.vo luogotenenziale 27 luglio 1944, n. 159 (Sanzioni contro il fascismo). L'art. 6, comma 4º, di quel decreto stabiliva che le “sentenze pronunziate” in ordine ai delitti previsti nello stesso decreto potevano essere “dichiarate giuridicamente inesistenti quando sulla decisione” avesse “influito lo stato di morale coercizione determinato dal fascismo”». 